# Celia Johnson
Dame Celia Elizabeth Johnson, DBE (født 18. december 1908, død 26. april 1982) var en engelsk teater- og filmskuespiller. Hun er kendt for sine roller i filmene,  Havet er vor skæbne, Disse lykkelige dage, Det korte møde og Kaptajnens paradis. Til Det korte møde blev hun nomineret til en Oscar for bedste kvindelige hovedrolle. Nomineret seks gange til en BAFTA Award og hun vandt hun en BAFTA Award for bedste kvindelige birolle for Miss Brodies bedste år.
Johnson begyndte sin sceneskuespillerkarriere i 1928, og efterfølgende opnåede succes i West End og Broadway produktioner. Hun fortsatte spille i teater for resten af hendes liv, og meget af hendes senere arbejde var i fjernsynet, herunder BAFTA TV Award for bedste kvindelige hovedrolle for BBC Spil for today, Mrs. Palfrey at the Claremont. Hun led et slagtilfælde og døde i en alder af 73 år.

## Biografi

### Opvækst og uddannelse
Født i Richmond, Surrey, og fik tilnavnet "Betty", Johnson var den anden datter af Robert og Ethel (født Griffiths) Johnson. Hendes første offentlige optræden var i 1916, da hun spillede en rolle i en velgørenhedsorganisations opsætning af Kong Cophetua og The Beggar Maid for at rejse midler for tilbagevendte soldater fra 1. Verdenskrigs.
Hun gik på St. Paul's Girls School i London fra 1919 til 1926 og spillede i skolens orkester under Gustav Holst. Hun spillede i skoleproduktioner, men havde ingen anden skuespilerfaring, da hun blev optaget til at studere på Royal Academy of Dramatic Art i 1926, hvor hun var i samme klasse som Margaretta Scott. Hun brugte senere en termin i Paris, som studerende under Pierre Fresnay på Comédie Française. Hun henviste senere til sit valg af en skuespilkarriere med kommentaren: "Jeg troede, jeg vil hellere lide det. Det var det eneste, jeg var god til. Og jeg troede, det kunne være ret ondt "

### Karriere
Hendes scenedebut, og første professionelle rolle, var som Sarah i George Bernard Shaws Major Barbara på Theatre Royal, Huddersfield i 1928. Hun tog til London året efter at erstatte Angela Baddeley i rollen som Currita i A Hundred Years Old, som blev spillet på Lyric Theatre i Hammersmith. I 1930 spillede Johnson i Cynara med Sir Gerald Du Maurier og Dame Gladys Cooper. Hun tog sin første tur til USA det følgende år for at spille Ophelia i en New York-produktion af Hamlet.
Hun vendte tilbage til London, hvor hun medvirkede i en række mindre produktioner, før etablere sig med en toårigt løb af The Wind and the Rain (1933-1935). Hun giftede sig med journalisten Peter Fleming i 1935, og i 1939 fødte hun en søn. Hendes teaterkarriere blomstrede med sine skildringer af Elizabeth Bennet i Stolthed og fordom og den anden Fru de Winter i Rebecca; Produktionen af sidstnævnte blev standset, da teatret blev ødelagt af en Luftwaffe-bombe i september 1940.
Under 2. verdenskrig boede Johnson sammen med sin enke-søster og svigerinde og hjalp med at passe for deres tilsammen syv børn. Johnson kunne ikke dedikere sin tid til de ofte lange løb af et spil, og Johnson foretrak de mindre tidskrævende film- og radiospil, der tillod hende at afsætte tid til sin familie og sit arbejde for Women's Auxiliary Police Corps. Hun optrådte i IHavet er vor skæbne og Disse lykkelige dage, som begge var instrueret af David Lean og skrevet af Noël Coward.
Lean and Coward søgte Johnson for den næste produktion Det korte møde. Hun accepterede rollen med bekymringer på grund af sit familieansvar, men var interesseret i rollen og skrev til sin mand: "Der er ingen at komme tilbage fra det faktum, at det er en meget god rolle og en, som jeg bør elske at spille. Jeg har allerede planlagt, hvordan jeg skal spille dele og hvordan jeg skal sige linjer ... " Et romantisk drama om en konventionel middelklasse-hustru, der bliver forelsket i en læge, hun møder i forfriskningsrummet på en banegård. Filmen blev godt modtaget og betragtes nu som en klassiker. Johnson blev tildelt New York Film Critics Circle Award for Bedste Skuespillerinde og blev nomineret til en Oscar for bedste kvindelige hovedrolle.
Efter krigen koncentreret Johnson sig på sit familieliv, der omfattede to døtre født i 1946 og 1947, og hendes lejlighedsvise skuespillejob var sekundært i det følgende årti.
I 1952 åbnede hun The Grass is Greener. I 1957 spillede hun med Ralph Richardson i The Flowering Cherry. Som medlem af Laurence Oliviers National Theatre Company kom Johnson frem i skuespillet The Master Builder med Olivier og Hay Fever og senere genoptog sine roller i tv-produktionerne.

## Priser og anderkendelse
For hendes rolle i Prime of Miss Jean Brodie modtog hun en BAFTA Award for bedste skuespillerinde i en birolle. Hun blev udråbt som øverstbefalende for det britiske imperiers orden (CBE) i 1958, "for tjenester til teatret" og blev hejst til Dame Commander (DBE) i 1981.

## Privatliv
Johnson var gift med Peter Fleming fra 1936 indtil Flemings død fra et hjerteanfald i 1971, mens han var på en jagtspedition nær Glencoe i Argyll, Skotland. Fleming var bror til James Bond-skaberen Ian Fleming.
De fik 3 børn:
- Nicholas Peter Val Fleming (3. januar 1939 - 9. maj 1995),[4] tilbragte det meste af sit liv på Fleming-familiens hjem i Nettlebed, Oxfordshire, som landmand. Han var også en journalist og forfatteren af thriller-romaner udgivet i slutningen af 1960'erne og begyndelsen af 1970'erne og et historisk værk i august 1939. Fra sin tidlige tyvere boede han sammen med sin partner Christopher Balfour, en handelsmand.[5]

- Kate Fleming (født 1946),[4] nu Kate Grimond, er gift med John Grimond, tidligere udenlandsk redaktør for nyhedsmagasinet The Economist, nu forfatter for freelance Parret har tre børn. Fleming er forfatteren af Celia Johnson: A Biography fra 1991.

- Lucy Fleming (født Eve Lucinda Fleming, 15. maj 1947), [4] nu Lucy Williams, er en skuespillerinde. I 1970'erne medvirkede hun som Jenny i BBCs apokalyptiske fiktion-serie Survivors. Hun er gift med skuespilleren og forfatteren Simon Williams.

Siden slutningen af 1990'erne har de to søstre, Kate Grimond og Lucy Fleming, ejet Ian Flemings ejendom.
Johnson distancerede sig fra sin skuespilkarriere, mens hendes børn var unge, og foretrak at lægge sin opmærksomhed på hendes familie. Hun blev beskrevet som en kvinde "altid parat til at grine" og "moderlig på en lethjertet måde" og hendes datter mindes om, at hun ofte blev fanget mellem sit ønske om at passe på sin familie og sit behov for at være involveret i "mekanikerne" af skuespillet.
I 1982 turnerede hun med sir Ralph Richardson i Angela Huths The Understanding og spillets West End-sæson var blevet annonceret. På en af hendes fridage var hun hos sit hjem i Nettlebed, Oxfordshire, der spillede brigde med venner, da hun kollapsede fra et slagtilfælde. Hun døde et par timer senere i sit hjem. Hun efterlod en ejendom på £ 150.557.

## Eftermæle
Den 18. december 2008 for at markere hundredåret for hendes fødsel, blev en blå platte afsløret på hendes barndomshjem i Richmond. Blandt gæsterne ved ceremonien var hendes døtre, Lucy Fleming og Kate Grimond. I The Times bemærkede Grimond, at "dramatikken i teatret" er, at selv de bedste forestillinger falmer fra hukommelsen, og at hendes mors nuværende omdømme hviler næsten udelukkende på hendes præstationer i Det korte møde. Grimond bemærkede, at fremkomsten af video tillod filmen at blive set af et nyt publikum og at moderne vurderinger af filmen havde ført til at den blev betragtet som en klassiker.

## Filmografi
| År   | Film                          | Rolle             | Noter |
| ---- | ----------------------------- | ----------------- | --- |
| 1941 | A Letter from Home            | Engelsk mor       | |
| 1942 | Havet er vor skæbne           | Mrs. Kinross/Alix | |
| 1943 | Dear Octopus                  | Cynthia           | The Randolph Family                                                                                            |
| 1944 | Disse lykkelige dage          | Ethel Gibbons     | National Board of Review Award for bedste skuespillerinde                                                      |
| 1945 | Det korte møde                | Laura Jesson      | New York Film Critics Circle Award for bedst skuespillerindeNomineret — Oscar for bedste kvindelige hovedrolle |
| 1950 | Hjertets dårskab              | Barbara Faber     | |
| 1951 | I Believe in You              | Matty Matheson    | Nomineret — BAFTA Award for bedste kvindelige hovedrolle                                                       |
| 1952 | The Holly and the Ivy         | Jenny Gregory     | |
| 1953 | Kaptajnens paradis            | Maud St. James    | Nomineret — BAFTA Award for bedste kvindelige hovedrolle                                                       |
| 1955 | Ønsk hvad du vil              | Joanna            | |
| 1957 | Sang, succes og Susie         | Miss Trant        | |
| 1969 | The Prime of Miss Jean Brodie | Miss Mackay       | BAFTA Award for bedste kvindelige birolle                                                                      |
| 1973 | Mrs. Palfrey at the Claremont | Mrs. Palfrey      | British Academy Television Award for bedste skuespillerinde                                                    |
| 1978 | Les Misérables                | Sister Simplice   | |
| 1980 | Gidseltårnet                  | Mrs. Wheeler      | |
| 1980 | Staying On                    | Lucy Smalley      | Granada Nomineret — British Academy Television Award for bedste skuespillerinde                                |
| 1981 | The Potting Shed              |                   | Nomineret - British Academy Television Award for bedste skuespillerinde                                        |